# Garrigues (Tarn)
Garrigues település Franciaországban, Tarn megyében. Lakosainak száma 317 fő (2022. január 1.). Garrigues Azas, Montpitol, Verfeil, Lavaur, Lugan és Saint-Agnan községekkel határos.

## Népesség
A település népességének változása:
| Lakosok száma | 280  | 263  | 267  | 252  | 254  | 271  | 287  | 302  | 317  |
|               | 2013 | 2015 | 2016 | 2017 | 2018 | 2019 | 2020 | 2021 | 2022 |